# Jürgen Wölbing
Jürgen Wölbing (* 14. Januar 1942 in Breslau; † 3. September 2009 in Schöneck) war ein deutscher Zeichner, Grafiker, Maler, Bildhauer und Illustrator.

## Leben und Werk
Wölbing kam 1945 als Flüchtling an den Bodensee, dort verbrachte er seine Kindheit. In Frankfurt, die Familie war 1957 dorthin gezogen, besuchte Wölbing schon als Primaner die Abendschule der Städelschule bei Walter Hergenhahn. 1962 nach dem Abitur, absolvierte er die Bundeswehr. Danach studierte er zwei Semester Kunstgeschichte, was er als unbefriedigend empfand.
Während dieser Zeit entwickelte er einen persönlichen Stil in seiner Zeichnerei und Malerei. 1965–1970 fand Jürgen Wölbing Arbeit bei der Offsetdruckerei Paul Robert Wilk in Seulberg. Paul Robert Wilk war ein Lichtdruckmeister und auch Steindruckmeister, der nach dem Krieg eine Offsetdruckerei in Friedrichsdorf-Seulberg aufgebaut hatte. Wilk hatte eine besondere Liebe zu Kunst und Künstlern, unterstützte sie, experimentierte und entwickelte Verfahren für den rasterlosen Kunstdruck. Wölbing konnte ihm dabei assistieren und erhielt nach Erlernen der nötigen Fertigkeiten die Erlaubnis, seine eigenen Graphiken selbst zu drucken.
1969–1972 richtete er eine eigene Kleinoffsetdruckerei ein: Octopus Offset, Bad Homburg v. d. H. Hier übernahm Wölbing auch den Druck von Original-Flachdruckgraphiken für eine Reihe von Künstlerinnen und Künstlern mit Einführung in diese neue Technik, Andruck, Farbberatung und Auflagendruck.
1969 veröffentlichte er in V.O. Stomps’ Eremiten-Presse, Stierstadt/Ts., sein erstes eigenes Buch: Der Herr Till M. Stoch, Aufzeichnung in Bildern mit zureichender Erläuterung (50 ein- und mehrfarbige Original-Flachdruckgraphiken, direkt auf die Platte gezeichnet). Das Buch wurde von der Stiftung Buchkunst unter die schönsten Bücher des Jahres gewählt.
Seit 1966 zeigte Jürgen Wölbing seine Arbeiten in ca. 100 Ausstellungen im In- und Ausland. Ab Mitte der 1970er Jahre lebte er als freischaffender Künstler in Niederdorfelden. Sein Interesse an der künstlerischen Druckgraphik, ihrer handwerklichen Umsetzung, am Drucken, Büchermachen und an der Buchillustration hat ihn, auch aus existenziellen Gründen, nicht mehr verlassen. Schon 1965 arbeitete er auch in der Technik der Radierung. Dazu kam 1979 der Holzschnitt und 1980 die Lithographie (bei der Steindruckerei Manfred Hügelow).
Mit etwa 25 Gleichgesinnten gründete er 1975 das Künstler Syndikat Frankfurt e.V., dessen Vorsitzender er bis zur Auflösung 1983 war, und wo er auch Zeichen- und Druckkurse leitete.
1981 wurde Jürgen Wölbing für die größte Original-Flachdruckgraphik „Life is very complicated“ (100 × 140 cm, 6 Farben) mit dem Senefelderpreis für Flachdruckzeichnung ausgezeichnet.
Mit Horst Eschwege, dem Flachdruckmeister und Freund seit der gemeinsamen Zeit bei der Druckerei Wilk, veröffentlichte er 1983–1989 in ihrem Verlag Produktion Eschwege & Wölbing, Friedrichsdorf/Ts. originalgraphische, bibliophile Bücher und Graphiken. Sie führten die Bezeichnung „Original-Flachdruckgraphik“ für den damals falsch gebrauchten Begriff der „Offset-Lithographie“ ein.
1986 erhielt Wölbing den Main-Kinzig-Kulturpreis. Der Präsident der Deutschen Akademie der Sprache und Dichtung, Herbert Heckmann, der die Laudatio anlässlich der Verleihung gehalten hatte, äußerte: „Ein kritischer Kopf, der sich seine Unabhängigkeit bewahrt, in grübelnder Unbeirrbarkeit seinen Weg geht, weder es sich, dem Weg noch den Betrachtern seiner Bilder leicht machend. … Die Bilder, die Wölbing zeichnet oder malt, decken sich nicht mit dem, was er sich als wirklichen oder imaginierten, vorgestellten Gegenstand vornimmt. Sie weichen ab, sie sind eben anders, um das ANDERE, nennen wir es Schönheit, nennen wir es Möglichkeit oder Natur zu fassen. Dies ist nicht zu umschreiben, nicht zu beschreiben. So wie es in den Bildern gefaßt ist, ist es allein faßlich.“
1990 gründete Jürgen Wölbing mit der Künstlerin Susanne Melchert, seiner langjährigen Lebensgefährtin und zweiten Frau, das Kunsthaus Hinter den Zäunen in Schöneck-Büdesheim. Sie erwarben Anteile des alten, denkmalgeschützten Schulhauses, begannen das Gebäude zu sanieren und setzten dort ihr Konzept um, in dem Alltag und Kunst, Wohnen, Arbeiten und Ausstellen (nicht nur eigener Werke) unter einem Dach möglich sind. Hier entstand 1991 die Edition Kunsthaus Hinter den Zäunen, Druckwerkstatt und Verlag, für die sie 2007 den V.O. Stomps-Preis der Stadt Mainz erhielten und u. a. erschien hier ab 1994 die Kunsthaus-Buchomat-Bücherei – Kunstkleinbücher mit und von verschiedenen Künstlern in verschiedenen Drucktechniken; mit dem BUCHOMATEN, einem eigens dafür gebauten Automaten, aus dem man, nach Geldeinwurf die Kunstkleinbücher ziehen kann.
Da die weitere, anstehende Haus-Sanierung mehr Platz erforderte, verlagerte Wölbing die Kunsthaus-Druckwerkstatt in gemeindeeigene Räume. Er richtete dort die „Büdesheimer Druckwerkstatt“ ein und ergänzte sie für die Durchführung von Kursen: Hochdruck – Tiefdruck – Flachdruck. Die Eröffnung und Einweihung fand im Mai 2006 statt. Die Büdesheimer Druckwerkstatt war als öffentlicher Ort der Kenntnisvermittlung, in Zusammenarbeit mit Schulen, für die Lehrerfortbildung, wie als Arbeitsplatz für Künstler geplant. Nach seinem Tod wurde die Büdesheimer Druckwerkstatt aufgelöst.
Jürgen Wölbing liebte als Pendant zu der Umtriebigkeit nicht nur im Kunstgeschäft die Natur, aber auch das Satirische und Groteske, das bei ihm einen bedeutenden Platz einnahm. Eine der skurrilsten Arbeiten des Bildhauers Wölbing besitzt das Oberhessische Museum Gießen: „Die realen Freuden der Tautologie“ (1980). Die Arbeit besteht aus gebranntem und bemaltem Ton und zeigt auf einem ansteigenden Schachbrettmuster Figuren, die den ganzen dämonischen Lebensalltag verdeutlichen.
Wölbing arbeitete auch gerne mit zeitgenössischen Schriftstellern zusammen. Von Ulli Harth erschien 1986 das Bändchen „Die unvollendete Sieben der Achterbahn“ (Produktion Eschwege & Wölbing, Friedrichsdorf/Ts.). Diese 41 Miniaturgrotesken werden von 17 mehrfarbigen, ganzseitigen Original-Flachdruckgraphiken und 32 im Text eingestreuten Illustrationen begleitet.
Zu den Höhepunkten seiner Buchkunst gehört die 1985 fertiggestellte Publikation des kleinen Wolkenbuchs: Carl Gustav Carus, „Fragmente eines malerischen Tagebuchs“ (mit 6-farbigen Original-Flachdruckgraphiken – Produktion Eschwege & Wölbing, Friedrichsdorf/Ts.). Hier ging Wölbing seinen naturphilosophischen Ambitionen nach.
Die bibliophilen Ausgaben mit Holzschnitten, die Wölbing u. a. für The Bear Press, Dr. Benda, Bayreuth, zu Texten von Ernst Jünger: „Flugträume“ (1983), oder für die Edition Tiessen, Neu Isenburg, Franz Kafka: „Die Legende vom Türhüter“ (1984) und Heinrich Heine: „Aus ,Die Harzreise’, Erscheinungswelt und Gemütswelt“ (1993) geschaffen hat, „sind in ihrer subtilen Bearbeitung des Materials, an Holzstich erinnernd, zu etwas Unverwechselbarem geworden“.
1990 entwarf und zeichnete Jürgen Wölbing das Originalbuch „Friedrich Hölderlin: ‚Aus Freude‘ – 7 Maximen. Reflexionen über das Schreiben. Fragmente.“ Wölbing schuf Porträts des Dichters, die er zu dem Text Hölderlins stellte. Der in sieben Abschnitte gegliederte Text von 1779 gilt als wichtiges Dokument zum Verständnis des Schriftstellers, bei dem fünf Jahre später Wahnsinn diagnostiziert wurde. „Diese Portraits zeigen den vielgestaltigen und vielschichtigen Charakter Hölderlins vom Idealbild seiner Zeit bis zum seelisch kranken Poeten und dessen sich auflösender Persönlichkeit. Das ist nicht Nachzeichnen, sondern im tiefsten Sinne verstehen.“
Das Eintauchen in das Wort und das Heben von elementaren Bildern ist in Edgar Allan Poes „Gordon Pym“ (1980 für die Büchergilde Gutenberg, Frankfurt, illustriert) ebenso zu beobachten. Poes exzessiver Schrei, seine aus Drogen, Alkohol und geistigem Verfall atemberaubenden Geschichten, aber auch die in Präzision der Sprache und Exaktheit der Schilderung lebendige Leistung Poes finden in den Bildern ihr Äquivalent.
In der Edition Kunsthaus Hinter den Zäunen entstand 1996 von Wölbing das Künstlerbuch „Fülle und Leere tausendstaubsilbern. T’AO YÜAN MING: Die Quelle im Pfirsichblütenwald.“ (40 Seiten mit Original-Flachdrucken in 3 Grautönen, Holz- und Linolschnitten, z. T. farbig, Bleisatz und Handschrift.) Hier wird eine Legende aus dem alten China erzählt, die von der Suche nach dem Paradies berichtet.
Für das mit 68 Zeichnungen ausgestattete Werk „Das Totenschiff“ von B. Traven (Büchergilde Gutenberg, Frankfurt 1999) erhielt er 2001 den Hans-Meid-Preis für Illustration. Friedhelm Häring sagte in seiner Laudatio auf den Preisträger: „Das griechische Wort für Malerei lautet zógraphiké. Zóon ist das Lebendige und graphiké die Kunst des Aufzeichnens. Wölbing hält fest, was das Wesen des Wortes als das Lebendige vermittelt. Staunend hört er auch das, was im Unfasslichen existiert, mitschwingt. Eine surreale Kraft der Bejahung und Verneinung ist ihm eigen aus Seele und Leib und in dem Gefüge seiner Striche fängt sich das Wesenhafte für einen spannungsgeladenen Augenblick. Dabei sind seine Bilder ein Flug aus der Zeitlichkeit von der Fähigkeit der Gleichzeitigkeit der Mischung der Ebenen und Anteile, die selten und souverän ist. Diese Bildsprache wuchs stetig bis zu den Illustrationen zu B. Travens Totenschiff.“
Jürgen Wölbing starb nach langer schwerer Krankheit am 3. September 2009.

## Illustrierte Bücher und Mappenwerke
- Kurt Neuburger: Die Leute von Turakarki. Erzählung. Mit Original-Flachdruckgraphik. Eremiten-Presse, Stierstadt/Ts. 1966.
- Jürgen Wölbing: Zirkus. Mappe mit 16 Original-Offset-Gravuren. 1967.
- Jürgen Wölbing: Aggressionen. Mappe mit 16 Original-Offset-Gravuren. 1968.
- Otto Jägersberg: Der Waldläufer Jürgen. Erzählung. Mit Original-Flachdruckgraphik. Eremiten-Presse, Stierstadt/Ts. 1969.
- Jürgen Wölbing: Der Herr Till M. Stoch. Aufzeichnung in Bildern mit zureichender Erläuterung. 50 Original-Flachdruckgraphiken. Eremiten-Presse, Stierstadt/Ts. 1969.
- Jürgen Wölbing: Frankfurter Ansichten. Mappe mit 12 sechsfarbigen Original-Flachdruckgraphiken. 1979.
- Edgar Allan Poe: Gordon Pym. Umständlicher Bericht des Arthur Gordon Pym von Nantucket. Ins Deutsche übertragen von Arno Schmidt. Mit 39 reproduzierten Farbzeichnungen und 15 reproduzierten Holzschnitten. Büchergilde Gutenberg, Frankfurt/M. 1980.
- Ulli Harth: Die Freiheit der Schatten. Mappe mit 6 zweifarbigen Lithographien. 1981.
- Ernst Jünger: Flugträume. 21 Capriccios aus „Das abenteuerliche Herz“. Mit 6 Holzschnitten, davon 1 zweifarbig. The Bear Press, Bayreuth. 1983.
- Jürgen Wölbing: Ozean. Mappe mit 12 ein- und mehrfarbigen Holzschnitten. 1983.
- Ernst Jünger: Die Tigerlilie. Einblattdruck mit 4-farbigem Holzschnitt. 1983.
- Ulli Harth: Heute, am anderen Ende. Einblattdruck mit Holzschnitt. 1983.
- Herbert Heckmann: Keine Angst vor Sonnenuntergängen. Einblattdruck mit dreifarbigem Holzschnitt. 1983.
- Franz Kafka: Die Legende vom Türhüter. Mit drei Holzschnitten. 34. Druck der Edition Tiessen, Neu-Isenburg. 1984.
- Wolfgang Hilbig: Die Aufgabe. Einblattdruck mit zweifarbiger Original-Flachdruckgraphik. 1984.
- Wilhelm von Ploennies: Leben, Wirken und Ende des Freiherrn Leberecht vom Knopf. Mit 11 reproduzierten Farbzeichnungen. Gesellschaft Hessischer Literaturfreunde, Darmstadt. 1985.
- Carl Gustav Carus: Fragmente eines malerischen Tagebuchs. 6-farbige Original-Flachdruckgraphiken. Produktion Eschwege & Wölbing, Friedrichsdorf/Ts. 1985.
- György Petri: An F.A. Einblattdruck mit fünffarbiger Original-Flachdruckgraphik. 1985.
- Jürgen Wölbing: zehntausend Schritte. Unikat-Buch. 1985.
- Jürgen Wölbing: Tödlein, den Wahnsinn des Militärs betreffend. Ein Totentanz. Mappe mit 8 vierfarbigen Original-Flachdruckgraphiken. Produktion Eschwege & Wölbing, Friedrichsdorf/Ts. 1986.
- Georg Christoph Lichtenberg: Physiognomische Berichtigungen. Mit 8 Original-Flachdruckgraphiken. Produktion Eschwege & Wölbing, Friedrichsdorf/Ts. 1986.
- Leszek Kolakowski: Jael oder die Irrwege des Heldentums. Eine erbauliche Geschichte. Mit 2 Holzschnitten. 43. Druck der Edition Tiessen, Neu-Isenburg. 1986.
- Bassompierre/Goethe/Hofmannsthal: Erlebnis des Marschalls von Bassompierre. Eine Erinnerung aus dem Jahre 1606. Mit 1 Holzschnitt. The Bear Press, Bayreuth. 1986
- Ulli Harth: Die unvollendete Sieben der Achterbahn. Mit 43 farbigen Original-Flachdruckgraphiken. Produktion Eschwege & Wölbing, Friedrichsdorf/Ts. 1986.
- Jürgen Wölbing: Zeichnungen. Mit 41 Reproduktionen. Produktion Eschwege & Wölbing, Galerie Blaszczyk und Büchergilde Gutenberg. 1986.
- Jürgen Wölbing: Toskana. Mappe mit 8 vier- bis fünffarbigen Original-Flachdruckgraphiken. 1988.
- Jürgen Wölbing: Festland. Bildbuch mit 32 farbigen Original-Flachdruckgraphiken. Produktion Eschwege & Wölbing, Friedrichsdorf/Ts. 1988.
- Friedrich Karl Barth (Hg.): Weil du krank bist ... Mit 9 doppelseitigen Original-Flachdruckgraphiken. Beratungsstelle für Gestaltung der evangelischen Kirche in Hessen, Frankfurt/M. 1988.
- Friedrich Hölderlin: Sieben Maximen. Gezeichnetes Original-Buch (Unikat). 1990.
- Heinrich Heine: Aus „Die Harzreise“. Erscheinungswelt und Gemütswelt. Mit 3 farbigen Holzschnitten. 73. Druck der Edition Tiessen, Neu-Isenburg. 1993.
- Jorge Luis Borges: Das Labyrinth. Einblattdruck mit dreifarbigem Holz-/Linolschnitt. The Bear Press, Bayreuth. 1993.
- Ulli Harth: Die Änderung des Lebens. Mit Original-Flachdruckgraphiken. Kunsthaus-Buchomat-Buch Nr. 1. 1993.
- Ulrich Schödlbauer: Casanova Etuden. Mit Original-Flachdruckgraphiken. Edition Kunsthaus Hinter den Zäunen, Schöneck. 1994.
- Jürgen Wölbing: Leichte Fräsung. Ein Künstler-Bildbändchen mit Original-Linolschnitten. Kunsthaus-Buchomat-Buch Nr. 8. 1994.
- Ulli Harth: Das Erscheinen einer bedeutenden Person. Mit Original-Flachdruckgraphik. Kunsthaus-Buchomat-Buch Nr. 11. 1994.
- Jürgen Wölbing: Bin der ich bin. Ein Künstler-Bildbändchen mit Reproduktionen von 72 Zeichnungen. Kunsthaus-Buchomat-Buch Nr. 12. 1994.
- Jürgen Wölbing: Fülle und Leere tausendstaubsilbern. T’AO YÜAN MING: Die Quelle im Pfirsichblütenwald. Freie Übertragung ins Deutsche von Harald Gutherz. Mit 12 mehrfarbigen Original-Flachdruckgraphiken, Holz- und Linolschnitten. Edition Kunsthaus Hinter den Zäunen, Schöneck. 1996.
- Edgar Allan Poe: Das Geisterschloß. Einblattdruck mit 2 Holzschnitten. The Bear Press, Bayreuth. 1996.
- DIE UHR. Drei Gedichte verschiedener Zeiten von Charles Baudelaire, Rainer Maria Rilke und Ulrich Schödlbauer. Mit fünffarbigen Original-Flachdruckgraphiken. Kunsthaus-Buchomat-Buch Nr. 5. 1996.
- B. Traven: Das Totenschiff. Mit 68 reproduzierten Zeichnungen. Büchergilde Gutenberg, Frankfurt/M. 1999.

## Kunstpreise
- 1966: Preis der Marlies-Hess-Stiftung
- 1981: Internationaler Senefelder-Preis für Flachdruckzeichnung
- 1986: Kulturpreis des Main-Kinzig-Kreises[4]
- 2001: Hans-Meid-Preis für Buchillustration
- 2007: Victor Otto Stomps-Preis, für die Edition Kunsthaus Hinter den Zäunen mit Susanne Melchert

## Arbeiten in öffentlichen Sammlungen
- Klingspor Museum, Offenbach
- Gutenberg Museum, Mainz
- Meermanno Museum, Den Haag
- Oberhessisches Museum, Gießen
- Museum für Angewandte Kunst, Frankfurt am Main
- Museum Gothisches Haus, Bad Homburg v. d. H.
- Museum für Sepulkralkultur, Kassel
- Jüdisches Museum, Frankfurt am Main
- Rockefeller College, Princeton University